# Niccolò de Chiaramonte
Niccolò de Chiaramonte (zm. 25 września 1227) – włoski duchowny.

## Życiorys
Pochodził z Sycylii. W 1215 był papieskim kapelanem i subdiakonem. Następnie został cystersem w klasztorze w Casamari i papieskim penitencjariuszem (1217). Później prawdopodobnie obrano go na opata (ok. 1218). Papież Honoriusz III mianował go kardynałem biskupem Tusculum 6 stycznia 1219. W 1220-22 był legatem papieskim wobec przebywającego na południu Włoch cesarza Fryderyka II, którego bezskutecznie próbował przekonać do udziału w krucjacie. 30 stycznia 1222 konsekrował sanktuarium w Cosenza. W 1223 działał jako legat w południowej Francji przeciw katarom, jednak wskutek skarg na jego bezwzględność i zachłanność przy gromadzeniu funduszy na krucjatę antyheretycką został dość szybko odwołany z powrotem do Rzymu. Zmarł krótko po wyborze papieża Grzegorza IX.